# Jennie Abrahamson
Pour les articles homonymes, voir Abrahamson.
Jennie Helena Abrahamson est une auteure-compositrice-interprète suédoise née le 28 mai 1977 à Savar en Suède.

## Carrière
Après avoir joué dans plusieurs groupes, Jennie Abrahamson se lance dans une carrière solo en 2006.
Un an plus tard, elle fonde son propre label avec Ane Brun et les membres du groupe Friska Viljor en 2007. Avec son collègue Johannes Berglund, Elle dirige son propre studio de musique à Stockholm.
Elle a effectué une tournée européenne en 2013 et 2014 avec Peter Gabriel et Linnea Olsson, et s'est produite avec Ane Brun.
Jennie Abrahamson est mariée au musicien Mikael Häggström et vit à Stockholm.

## Discographie

### Albums
- Lights (2007)
- While the Sun's Still Up and the Sky Is Bright (2009)
- The Sound of Your Beating Heart (2011)
- Gemini Gemini (2014)
- Reverseries (2017)
- Kärlek & Makt (2023)

### Singles
- Late Night Show (2009)
- Hard to Come By (2011)
- Wolf Hour (2011)
- The War (2014)
- Safe Tonight (2017)
- My Favorite Things (2018)